# Rhynochetos orarius
Rhynochetos orarius — вимерлий вид тіганоподібних птахів родини кагових (Rhynochetidae). Вид був ендеміком острова Нова Каледонія. Субфосильні рештки знайдені у печері Піндаї на острові Гранд-Терр. Вид був на 15 % більшим від сучасного кагу (Rhynochetos jubatus) та мешкав у рівнинних лісах (сучасний вид мешкає лише у горах). Вимер в історичний час, ймовірно, через винищення людьми.